# Alexandre Courtois (criminel)
Alexandre Courtois, né à Ostende, le 21 septembre 1848 et mort à Louvain, en janvier 1904 est un ex-commissaire de police et un criminel belge qui défraye la chronique en 1897 dans le cadre de l'Affaire Courtois. Condamné à mort avec son complice Louis Restiaux, sa peine est commuée en détention perpétuelle.

## Éléments biographiques
Alexandre Courtois nait à Ostende, le 21 septembre 1848. En 1872, il est libéré de ses obligations militaires et est sur le point d'épouser mademoiselle G. Cette dernière meurt quinze jours avant les noces d'une variole confluente. En 1875, il est agent de police et connaîtra une carrière fulgurante puisqu'il sera commissaire-adjoint de la première division en 1876 puis commissaire adjoint divisionnaire en 1877. Il est affecté au quartier des Marolles, une zone de non-droit à l'époque. Peu conventionnel, on le dit adepte du passage à tabac. Il fréquente la petite pègre locale dont Pierre Danze, alias Pitje Snot qu'il fait tomber pour avoir organisé des jeux clandestins. Cette même année, il épouse Constance Maenhout, leur union durera 22 mois dont 15 de maladie dira-t-il plus tard. Sa femme meurt en 1878 lui laissant un enfant de treize mois. Il se remarie, dans l'intérêt de son enfant, en 1881 avec Élise Klein avec laquelle il aura deux enfants. Élise Klein a été la dame de chambre de la Comtesse de Flandre. En 1887, il est promu commissaire-adjoint de première classe. Son salaire, pourtant important, ne le satisfaisant pas mais ayant néanmoins atteint un plafond, il entame alors une carrière de malfrat.
Il est l'instigateur d'abus de confiance et de vols. Il aide ainsi les époux de l'épicerie Routiaux à bien dissimuler leur magot en or dans leur cave. Celui-ci disparaît. Lors de l'enquête qui lui est confiée, il conclut que c'est l'épouse vénale qui fit disparaître les économies du couple. Il est également le cerveau du vol des bijoux de la Comtesse de Flandre en février 1893.
En 1894, Alexandre Courtois est accusé de Faux en écriture authentique et public, il a en effet réécrit totalement les dépositions de trois malfrats et imité la signature d'un collègue subalterne avant que de transmettre le dossier au parquet. La manœuvre échoue, il plaide la folie passagère et l'abus de boisson et échappe ainsi à son éviction de la police. Il est toutefois contraint de prendre une retraite forcée. Ces émoluments passent alors de 3 600 francs l'an à un peu plus de mille. Il met alors sur pied une police privée, se lance dans l'élevage de poules et de lapins, fait de menus travaux de traduction et se lance même dans la mise sur pied d'une distillerie clandestine.

### Affaire Courtois

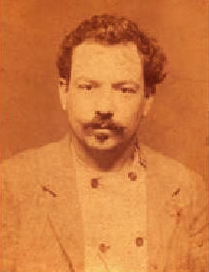
Louis Restiaux dit chevalier Mic-Mac, reconnu co-auteur du meurtre avec préméditation.

Durant la nuit du 25 au 26 avril 1896, il s'introduit de nuit chez la veuve du baron Albert Herry, une riche rentière. Il est accompagné de son complice, Louis Restiaux. La veuve se réveille, ils la frappent violemment à la tempe, elle tombe inanimée, morte en fait. Ils l'étranglent néanmoins pour s'en assurer. Ils fracturent ensuite la garde-robes en chêne où, ils le savent, ils vont trouver un coffre-fort qu'ils s'empressent de desceller du mur. Le coffre fait 90 cm de haut, 40 de large et 35 de profondeur, il pèse plus de 75 kg. Les deux hommes l'emmènent et le chargent dans une voiture à cheval stationnée là pour l'occasion. Ouvert, ils se débarrassent ensuite du coffre dans un terrain vague à Woluwe-Saint-Pierre.
Le lendemain, le 26 avril 1896, Alexandre Courtois se présente chez un agent de change dénommé Raes. Il veut lui échanger des titres au porteur pour une valeur de 5 000 francs. Ce dernier, informé début mai par la publication des titres volés dans le cadre de l'assassinat d'Ixelles, se donne à connaitre à la police. Il fait alors une déposition comportant une description très précise de son client du 26. Un agent de police, Vanderwee reconnait son ancien chef, le commissaire Courtois. On soumet une photographie de Courtois à l'agent de change qui le reconnait sans l'ombre d'un doute. Courtois est arrêté puis ses complices supposés, Jean Devos dit Jan de Boer et Louis Restiaux dit chevalier Mic-Mac.
L'instruction dure dix mois. Le procès se déroule devant les Assises de Brabant du 10 au 27 mars 1897. Fernand Cocq et maître Ninauve le défendent. Le 27 mars 1897, il est reconnu coupable de tous ses chefs d'accusation sauf le vol des pièces d'or chez les Routiaux. Il est condamné à mort ainsi que son complice Louis Restiaux. Au prononcé de la sentence, il est agité de spasmes convulsifs et s'effondre. Six gendarmes sont requis pour le conduire vers le véhicule cellulaire qui l'attend à la sortie. La peine de mort n'étant plus appliquée en Belgique depuis 1863, leur sentence est commuée en détention perpétuelle. Aucune charge n'est retenue contre Jean Devos, il est relaxé et quitte libre le tribunal.

Alexandre Courtois, incarcéré à la prison de Louvain, meurt de maladie, en janvier 1904.